# Hertogdom Saksen-Zeitz
Het Hertogdom Saksen-Zeitz  was tussen 1656 tot 1718 een hertogdom binnen het Heilige Roomse Rijk.
De deling van het keurvorstendom Saksen werd ingeleid door het testament van keurvorst Johan Georg I in 1652. Het testament was niet duidelijk, maar de militaire en politieke leiding moest bij de keurvorstelijke hoofdlinie blijven, terwijl de zijlinies eigen hofhoudingen konden gaan voeren. Enkele maanden na de dood van de keurvorst werd op 22 april 1657 vriend-broederlijke hoofdvergelijk gesloten, waardoor Maurits Saksen-Zeitz kreeg.
Na het uitsterven van de laatste hertog Maurits Willem in 1718 werd het gebied van het hertogdom herenigd met het keurvorstendom Saksen.

## Gebied
- sticht Naumburg-Zeitz met de ambten Breitungen, Crossen a.d. Elster, Saaleck, Schönburg, Posau (vor Zeitz), Klosteramt St Georg von Naumburg
- Vogtländischer Kreis met de ambten Voigtsberg, Plauen en Pausa.
- Neustädter Kreis met de ambten Arnshaug, Weida, Triptis en Ziegenrück.
- heerlijkheid Tautenburg met Frauenprießnitz en Niedertrebra in de Thüringer Kreis
- zetel op rijksdag en Kreistag gedurende de regering van keurvorst Johan Georg II

In 1660 werd een deel van Mehlis in het vorstelijk graafschap Henneberg van het keurvorstendom Saksen verworven. Op 9 augustus 1660 werd het graafschap bij verdrag gedeeld: 5/12 deel van het aandeel kwam aan Saksen-Zeitz (de ambten Schleusingen, Suhl, Benshausen, Kühnsdorf, kloosters Rohr en Veßra). In 1661 werd het deel van Mehlis afgestaan aan Saksen-Gotha.
Op 14 september 1700 kwam de landshoogheid over het aandeel in het graafschap Henneberg aan Saksen-Zeitz. Nadat hertog Maurits Willem in 1717 katholiek geworden was, moest hij afstand doen van het stichtsland en werd er een regering ingesteld in Weida voor de rest van het gebied.
| regering  | naam           | geboren   | overleden  | familie                |
| --------- | -------------- | --------- | ---------- | ---------------------- |
| 1656-1681 | Maurits        | 28-3-1619 | 4-12-1681  | zoon van Johan Georg I |
| 1681-1718 | Maurits Willem | 12-3-1664 | 15-11-1718 | zoon                   |